# Quitte

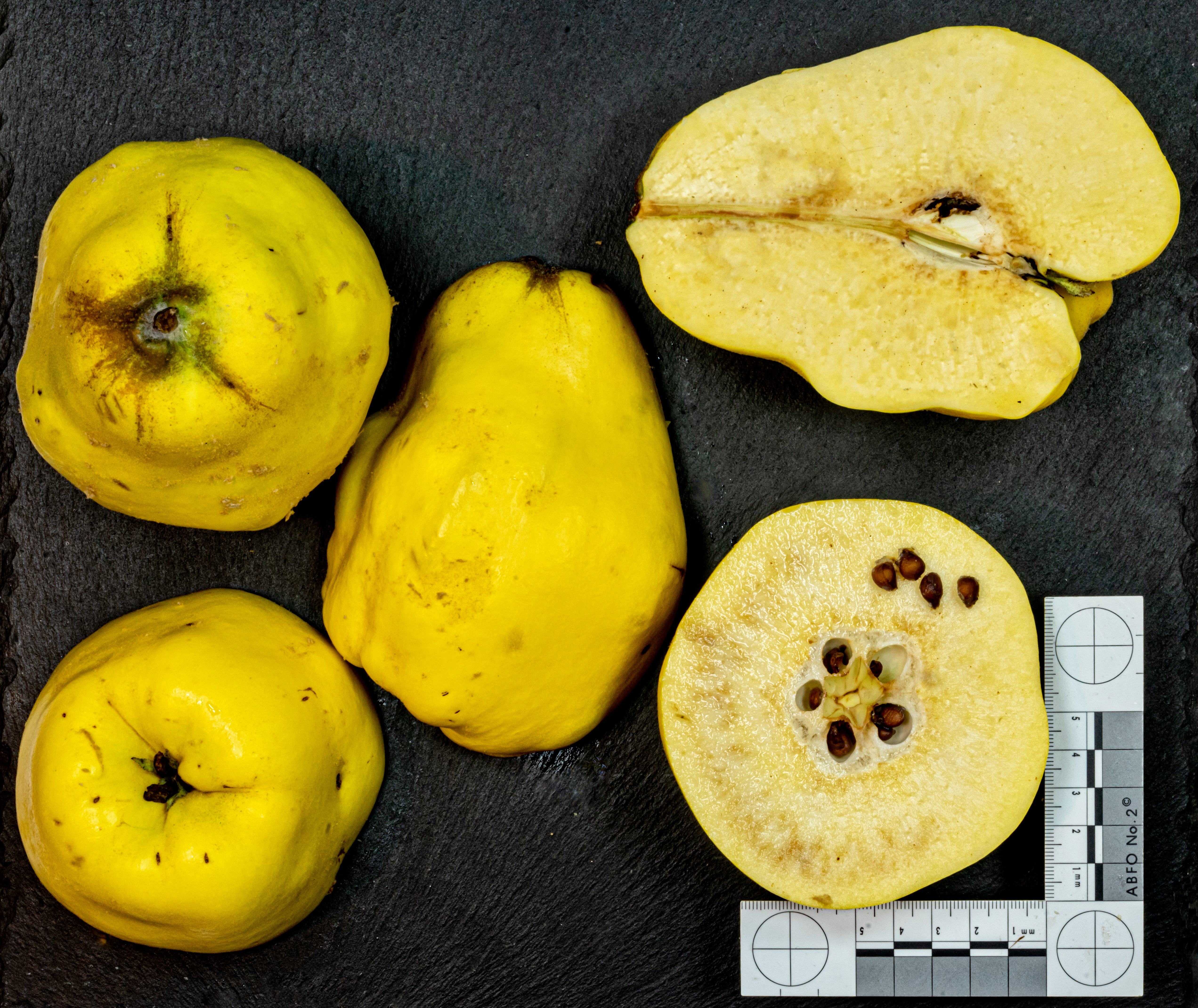
Ansichten der Frucht und Querschnitte, hier die Sorte Vranja

Die Quitte [ˈkvɪtə] (Cydonia oblonga; Synonym: Cydonia vulgaris) ist die einzige Pflanzenart der Gattung Cydonia und gehört zur Untertribus der Kernobstgewächse (Pyrinae) innerhalb der Familie der Rosengewächse (Rosaceae). Sie wird als Obstbaum (Quittenbaum) kultiviert.

## Namensgebung
Das Wort „Quitte“ (althochdeutsch qitina und kutinna, mittelhochdeutsch auch kutin, mittellateinisch auch coctana) stammt von griechisch-lateinisch (malum) cydonium (auch citonium; Quittenapfel, „Kydonischer Apfel“, und cotoneum, „Quitte, Quittenbaum“ bzw. cotoneum malum, „Quitte, Quittenapfel“) sowie (mittellateinisch) citonia (‚Quittenbaum‘) bzw. Mala citonia sowie (möglicherweise aus griechisch chrysomela verderbt) crisolima (insbesondere für die Apfelquitte oder Goldquitte) und beruht auf griechisch (melon) kydónion. Ein Zusammenhang mit der griechischen Stadt Kydonia, heute Chania im Nordwesten der Insel Kreta, beruht wahrscheinlich auf volksetymologischer Deutung.
Die Quitte ist außerdem indirekt Namensgeber für die Marmelade (von portugiesisch marmelo für Quitte, aus dem griechischen melimelon „Honigapfel“).
Ältere Synonyme in der deutschen Sprache sind Kretischer Apfel, Kydonischer Apfel, Hesperiden-Apfel, Venus- oder Adonis-Apfel, Baumwollapfel und Schmeckbirne.

## Vorkommen
Die ursprüngliche Heimat liegt im östlichen Kaukasus und im Transkaukasus. Populationen in der Türkei, in Iran, Turkmenistan, Syrien und Afghanistan könnten durch die schon lange zurückliegende Verbreitung durch Menschen entstanden sein. Erste Nachweise über kultivierte Quitten aus dem Kaukasus reichen 4000 Jahre zurück, in Griechenland findet man sie ab 600 v. Chr., bei den Römern ab 200 v. Chr. In Mitteleuropa wird sie erst seit dem 9. Jahrhundert angebaut, als wärmeliebende Pflanze dort bevorzugt in Weinbaugebieten.
Heute werden die Sorten vor allem in Asien und Europa angepflanzt. In West- und Mitteleuropa spielt sie eher eine untergeordnete Rolle. Der erwerbsmäßige Anbau ist in Deutschland selten. In Baden-Württemberg, in der Pfalz und im Rheinland werden gute Fruchtqualitäten erzielt.

## Wirtschaftliche Bedeutung
2022 betrug die Welternte 702.015 Tonnen. Das Land mit der größten Quittenproduktion der Welt war die Türkei, die etwa 28 % der weltweiten Ernte einbrachte.

## Beschreibung

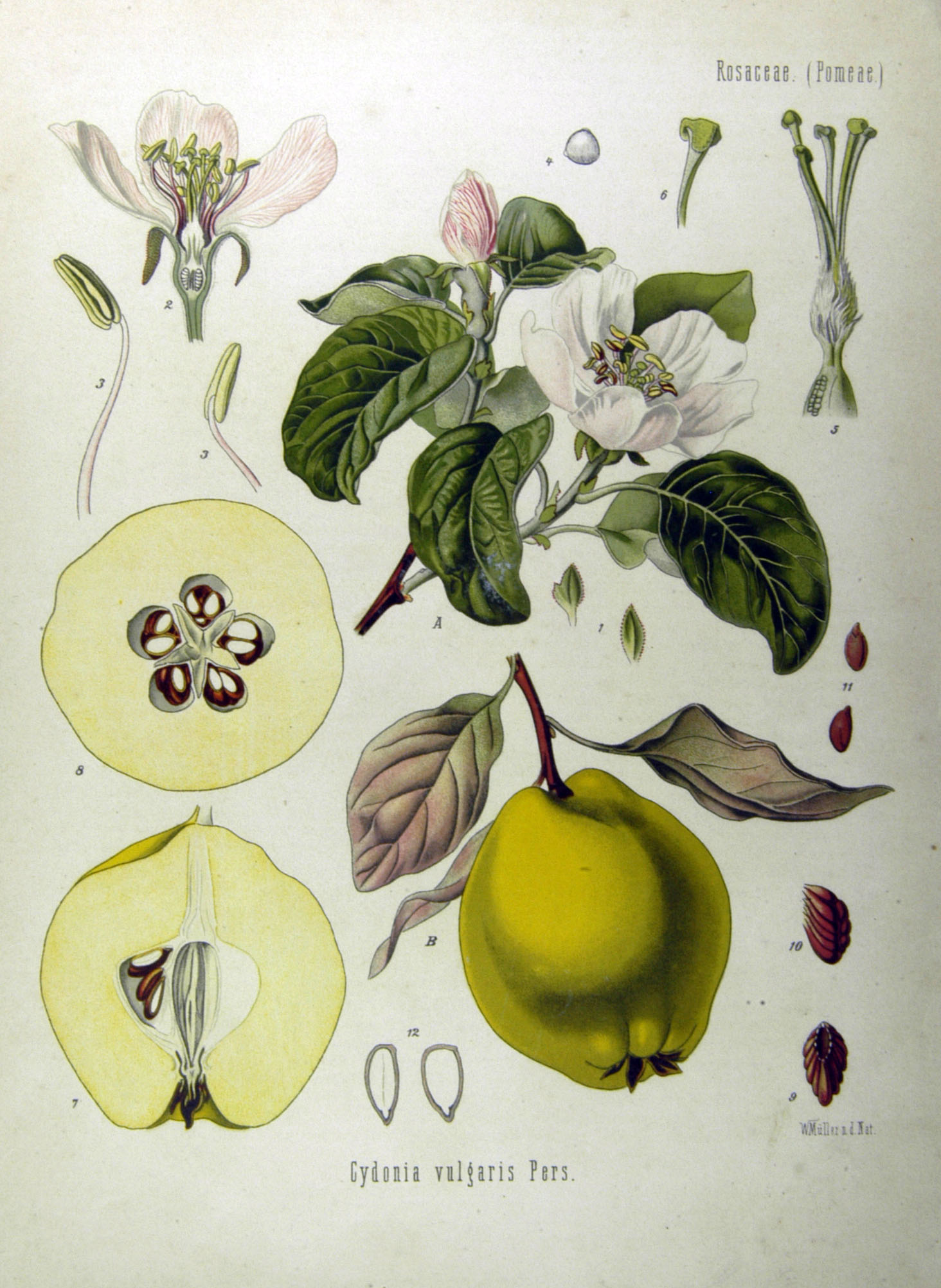
Illustration aus Köhler’s Medizinal-Pflanzen: gut zu erkennen sind die freien Griffel

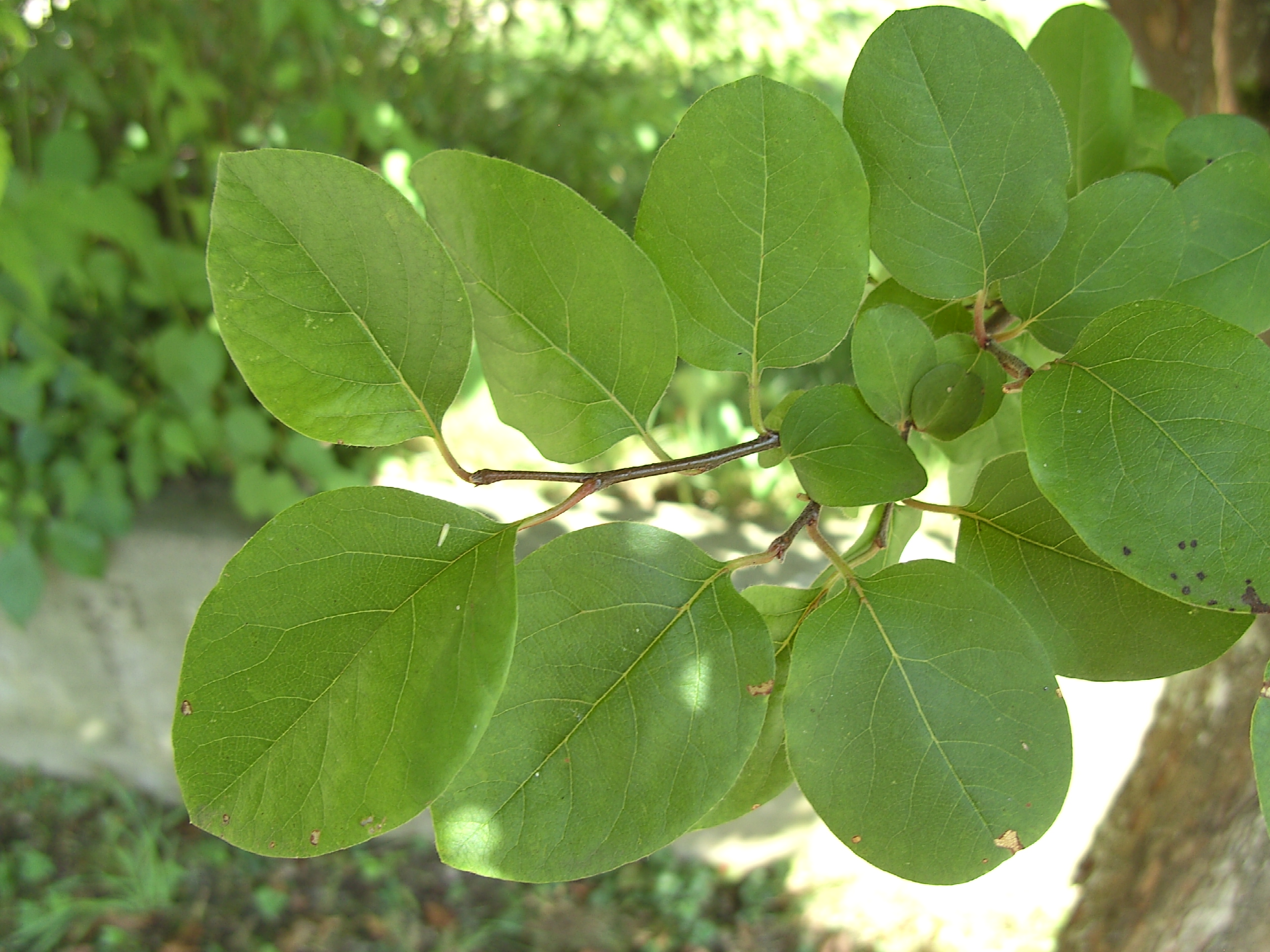
Wechselständige, gestielte, einfache Laubblätter

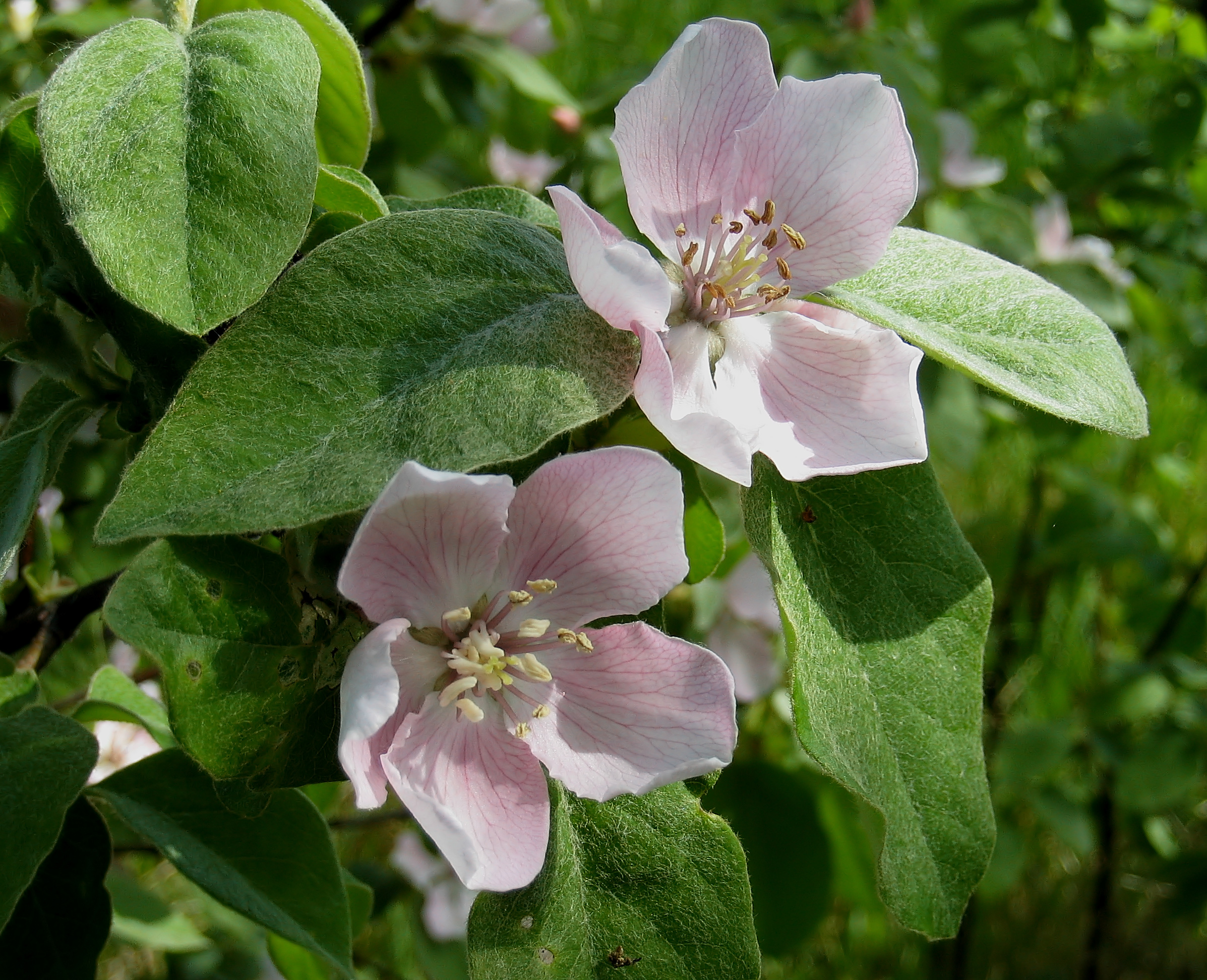
Blüten der Quitte

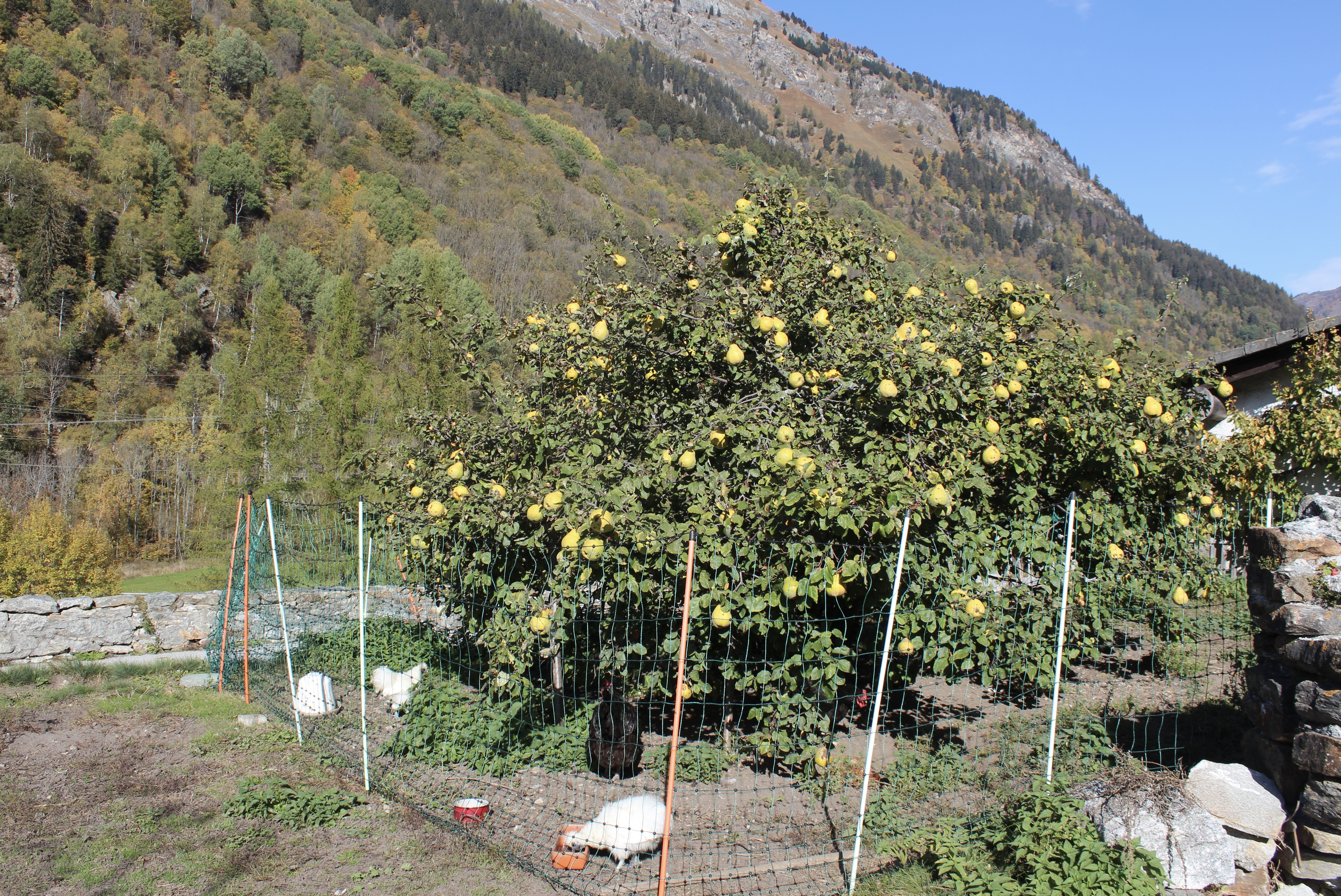
Quittenbaum in der Val Bregaglia

### Vegetative Merkmale
Cydonia oblonga ist ein laubabwerfender Strauch oder kleiner Baum, der Wuchshöhen von 4 bis 8 Meter erreicht. Die Rinde junger Zweige ist violett und behaart (Indument) – später bräunlich violett und glatt. Die kleinen, behaarten Knospen sind nur von wenigen Schuppen geschützt.
Die Blätter sind bis zu 10 cm groß, dunkelgrün und oberseits fast kahl, unterseits hingegen filzig behaart. Die wechselständigen Laubblätter sind in Blattstiel und Blattspreite gegliedert. Der behaarte Blattstiel ist 0,8 bis 1,5 Zentimeter lang. Die beim Austrieb behaarte, später verkahlende, eiförmige bis rundliche Blattspreite ist 5 bis 10 Zentimeter lang und 3 bis 5 Zentimeter breit. Der Blattrand ist ganz und die Spitze ist meist spitz oder bespitzt, seltener abgerundet bis stumpf oder eingebuchtet. Es sind Nebenblätter vorhanden. Quittenbäume können bis zu 50 Jahre alt werden, dies ist im Vergleich mit Apfel- oder Birnbäumen eine kurze Lebensdauer.

### Generative Merkmale
Die Blüten stehen endständig an den Spitzen beblätterter Triebe, d. h. an der Spitze einjähriger Zweige. Dies ist beim Baumschnitt zu beachten. Der behaarte Blütenstiel ist bis etwa 5 Millimeter lang. Die zwittrige, radiärsymmetrische, fünfzählige Blüte weist einen Durchmesser von 4 bis 5 Zentimeter auf mit doppelter Blütenhülle (Perianth). Der Blütenbecher (Hypanthium) ist glockenförmig. Die fünf auf beiden Seiten behaarten Kelchblätter sind zurückgebogen und 5 bis 6 Millimeter lang mit ganzem Rand. Die fünf freien, weißen oder rosafarbenen Kronblätter sind verkehrt-eiförmig und etwa 1,8 Zentimeter lang. Die 20 Staubblätter sind etwa halb so lang wie die Kronblätter. Die fünf unterständigen Fruchtblätter enthalten jeweils viele Samenanlagen. Die fünf freien Griffel sind an ihrer Basis flaumig behaart und fast so lang wie die Staubblätter.
Die Quitte blüht nur in einem kurzen Zeitraum im Mai und Juni. Es gibt sowohl selbstfruchtbare als auch selbstunfruchtbare Sorten, dies ist bei der Sortenwahl zu beachten.
Der wollig behaarte Fruchtstiel ist etwa 5 Millimeter lang. Die gelbe, duftende, kurz behaarte, vielsamige Frucht weist bei der Wildform einen Durchmesser von 3 cm bis 5 cm auf, kultivierte Sorten können deutlich größere Früchte bilden. Die größten Früchte trägt die Sorte 'Lescovac' mit bis zu 1,5 kg. Die zurückgeschlagenen Kelchblätter sind auch noch bei Reife deutlich zu erkennen. Die Früchte enthalten viele Samen. Bei der Frucht handelt es sich um eine Sammelbalgfrucht – genauer eine Apfelfrucht; eine Scheinfrucht –, die im Aufbau Äpfeln oder Birnen ähnelt. Sie gehört zu den letzten Früchten im Saisonkalender und wird von September bis hinein in den November geerntet.
Nach der äußeren Form der Früchte werden die Sorten oft in die Kategorie Apfelquitte oder Birnenquitte eingeteilt, dies hat jedoch keinen botanischen Hintergrund (Einteilung nach den generativen Merkmalen). Außerdem gibt es unterschiedlichste Ausformungen, von glatt bis stark gerippt.
Die Chromosomenzahl beträgt 2n = 34.

## Inhaltsstoffe

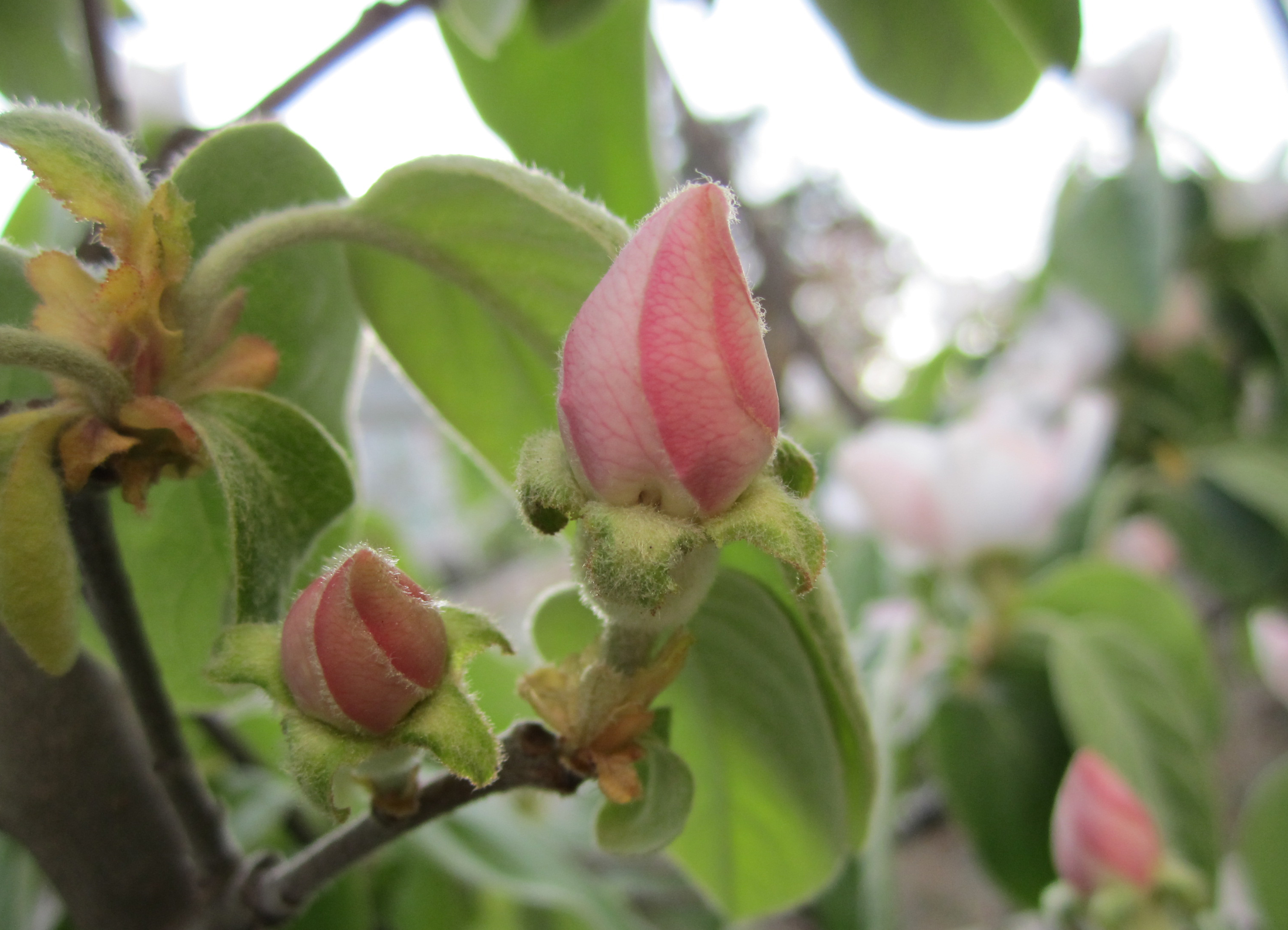
Blütenknospen der Quitte

Die Samen enthalten Schleimstoffe, giftige cyanogene Glycoside und Öl. Die Quittenfrucht selber enthält viel Vitamin C, Kalium, Natrium, Zink, Eisen, Kupfer, Mangan und Fluor, Tannine (Catechin und Epicatechin), Gerbsäure, organische Säuren, viel Pektin und Schleimstoffe.
Der Nährwert der Quitte beträgt 239 kJ (57 kcal) je 100 Gramm. Er setzt sich zusammen aus rund 15,3 g Kohlenhydrate (1,9 g Ballaststoffe), 0,1 g Fett und 0,4 g Eiweiß.

## Ökologie

### Beschreibung
Quitten sind sommergrüne, dornenlose Bäume oder Sträucher. In Kultur wurden sie oft auf Weißdorn (Crataegus) gepfropft (heute allerdings bevorzugt auf speziell geeignete Quittenunterlagen), während sie ihrerseits gerne als Unterlage für Birnen (Pyrus) genommen werden, deren Früchte dadurch früher reifen und besonders aromatisch werden. Am Beispiel dieser Pflanze (und von Acer campestre) beschrieb der italienische Anatom Marcello Malpighi (1628–1694) erstmals die Blattentwicklung.
Die Blüten sind große, vorweibliche, intensiv duftende „nektarführende Scheibenblumen“. In jedem der fünf Fruchtfächer befinden sich 8 bis 16, in zwei Reihen angeordnete Samenanlagen. Der Nektar wird am Grunde der Kronblätter abgegeben. Bestäuber sind vor allem kleine Hummeln und andere Bienenverwandte. Die meisten Sorten sind zwar selbstfertil, doch fördert die Fremdbestäubung den Fruchtansatz meist beträchtlich. Blütezeit ist von Mai bis Juni.
Die Früchte sind große, leicht beflaumte, apfel- oder birnenähnliche Früchte, die von den bleibenden, sich zur Fruchtzeit vergrößernden Kelchblättern gekrönt werden. Das Fruchtfleisch besitzt zahlreiche Steinzellen. Der als angenehm empfundene Duft beruht auf einem Gemisch von mindestens 80 Duftstoffen, vor allem von Estern. Die bekannte goldgelbe Färbung der Früchte, das sogenannte „Quittegelb“ geht hauptsächlich auf das Flavon Quercetin zurück. Die Ausbreitung der Früchte erfolgt bevorzugt durch den Siebenschläfer. Fruchtreife ist von September bis Oktober.

### Anfälligkeit gegenüber Schaderregern
Quitten gelten als robust gegenüber tierischen Schaderregern. Blattpseudomonas und Spitzendürre (Monilia) sind die häufigsten pilzlichen Erkrankungen. Eine große Gefahr stellt die bakterielle Krankheit Feuerbrand dar. Quitten sind nicht per se anfälliger, durch die spätere Blüte gibt es aber ein höheres Infektionspotential durch benachbarte, evtl. infizierte Kernobstgewächse wie Apfel- oder Birnbäume oder Zwergmispeln (Cotoneaster). Eine anfällige, weitverbreitete Sorte ist beispielsweise die 'Konstantinopler Apfelquitte', geringe Anfälligkeiten zeigen hingegen die 'Portugiesische Birnenquitte' oder die 'Bereczki'. Eine weitere Krankheit ist der von Phytoplasmen ausgelöste Birnenverfall.
Insbesondere wo Quitten in Mischbepflanzung mit Apfelbäumen stehen, kann es zu einem Überspringen des Apfelwicklers auf vereinzelte Quittenfrüchte kommen.

### Standortbedingungen
Bei zu hohen Calciumgehalten im Boden kann es zu Chlorosen kommen. Außerdem können Staunässe oder wechselfeuchte Böden zu Schädigungen bis hin zum Absterben führen. Aufgrund der Herkunft aus Vorderasien gibt es kaum Probleme bei hohen Temperaturen, Fröste von mehr als −20 °C können jedoch zu Frostschädigungen führen.

### Lagerfähigkeit der Früchte
Zum Einlagern über einen längeren Zeitraum ist Vorsicht geboten: Quitten sind sehr druckempfindlich. Damit die Früchte nicht vorzeitig verderben, sollten sie in einer mit Zeitungspapier oder Holzwolle ausgelegten Kiste einlagig aufbewahrt werden. Bei niedrigen Temperaturen von 12 bis 15 Grad können sie monatelang gelagert werden. Hierbei tritt jedoch oft allmählich eine Oxidation des Fruchtfleisches ein, was sich in bräunlichen Verfärbungen im Inneren der Frucht äußert. Im fortgeschrittenen Stadium kann dies den Geschmack beeinträchtigen.

## Verwendung
Quittenbäume tragen bis in den späten Sommer hellgelbe Früchte, die sogar noch im November gepflückt werden können. Die Quitte trägt vier bis acht Jahre nach ihrer Pflanzung die ersten Früchte. Die Vermehrung der Kultursorten aus Stecklingen oder Abrissen gelingt nur manchmal. Die im Handel erhältlichen Pflanzen sind meist durch Aufpfropfen veredelt.

### Verwendung im Baumschulbereich
Quitten werden oft als Unterlage für Birnen oder Ziergehölze verwendet. Mithilfe der Unterlage können Wuchs, Fruchtertrag oder Feuerbrandanfälligkeit beeinflusst werden. Dabei werden häufig folgende Sorten genutzt:
| Unterlage        | Eigenschaften   | Wuchs                | Temperatur                                                   | Verwendung |
| ---------------- | --------------- | -------------------- | ------------------------------------------------------------ | ---------- |
| Quitte A         |                 | mittelstark wachsend | mittlere Temperaturempfindlichkeit                           |            |
| Quitte Adams     |                 | schwachwüchsig       | mittlere Temperaturempfindlichkeit                           | häufig     |
| Quitte BA 29     | kalktolerant    | starkwachsend        | geringe Temperaturempfindlichkeit                            |            |
| Quitte C         | kalkempfindlich | schwachwüchsig       | flachwurzelnd, daher trockenheits- und temperaturempfindlich | häufig     |
| Quitte Eline (S) |                 | mittelstark wachsend | winterhart                                                   | [ 15 ]     |

### Verwendung als Lebensmittel

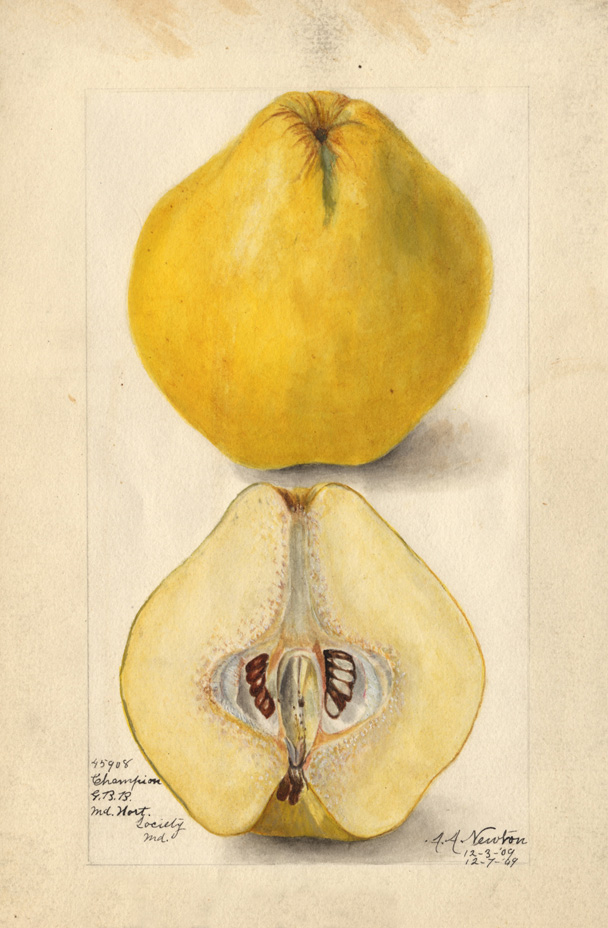
Frucht der Quitte

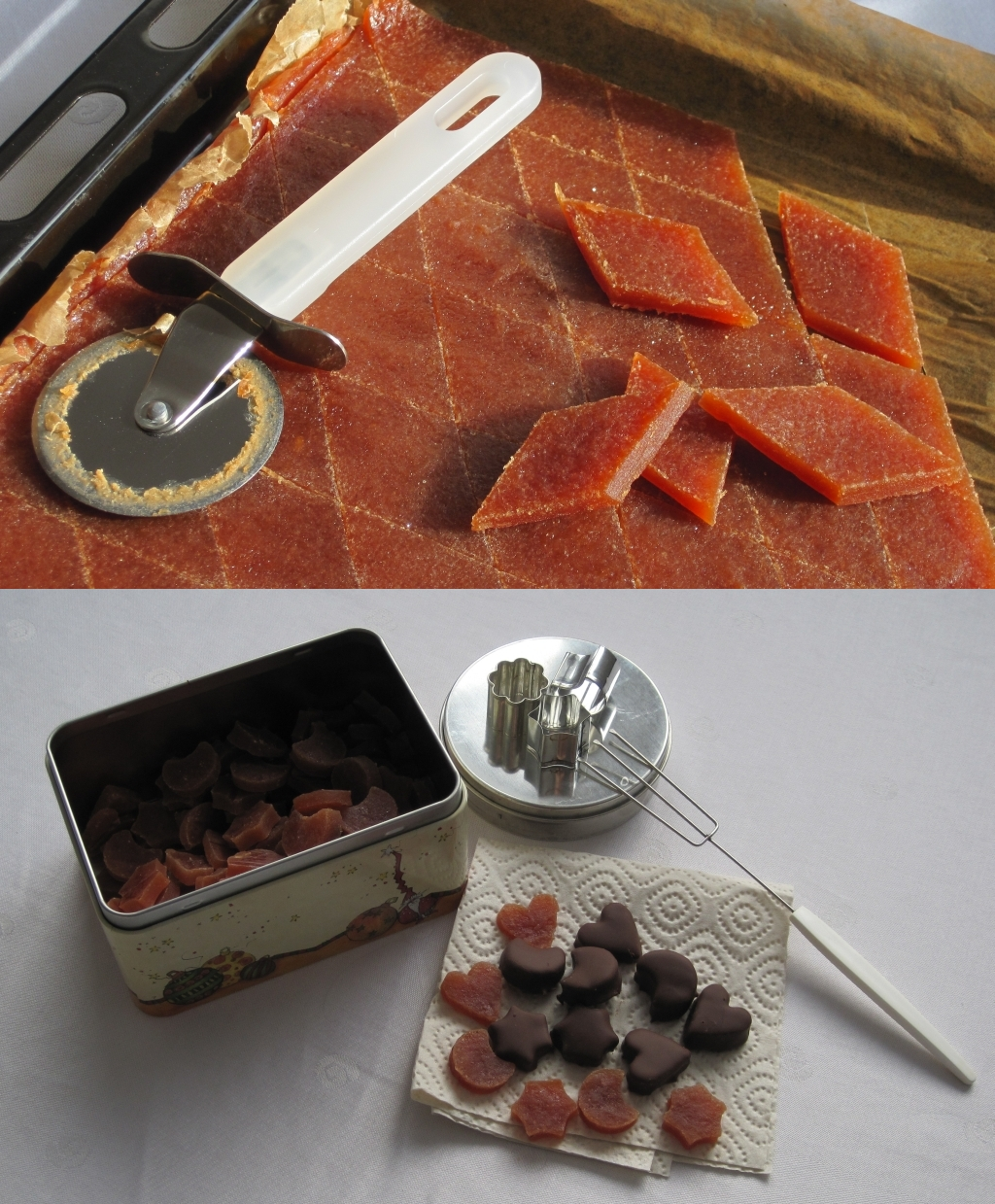
Quittenbrot (Quittenspeck)

Die in der Schweiz, Deutschland und Österreich wachsenden Quittensorten sind für den Rohverzehr meist ungeeignet, da sie hart, adstringierend und durch die Gerbstoffe bitter sind. Es gibt aber auch Sorten, die roh gegessen werden können, zum Beispiel die in der Türkei angebaute Shirin-Quitte. Quitten haben ein feinsäuerliches, leicht bitteres Zitrusaroma.
Bei der Zubereitung mitteleuropäischer Sorten muss in jedem Fall vor dem Verarbeiten der Früchte der Flaum oder Pelz der Quitten mit Hilfe eines (groben) Tuches gründlich abgerieben werden, da er reichlich Bitterstoffe enthält. Dann kann die Frucht geschält oder ungeschält verwendet werden. Erprobt ist auch das Abbürsten des Flaums mit einer Messingbürste. Da dabei die Schale aber kleine Kratzer bekommt, wird diese erheblich schnellere Methode nur angewandt, wenn die Früchte sofort weiterverarbeitet werden.
Quitten werden zum Verzehr gekocht, gedünstet, gedämpft oder gebacken. Aus Quitten kann man Marmelade, Kompott, Mus, Chutney, Quittensuppe, Saft und daraus Gelee, Likör, Wein, Schnaps sowie Secco („Perlwein“) herstellen. Von regionaler Bedeutung ist die Zugabe in der Apfelwein- oder -saftherstellung. Gebacken eignen sie sich als Dessert oder Beilage zu Fleisch. Quittenbrot ist eine Süßigkeit, hergestellt aus mit Zucker vermischtem eingedicktem Quittenmus, das etwa 1 cm dick auf einem Backblech verstrichen im Backofen gedörrt und anschließend in 2–3 cm große Rauten geschnitten und in Zucker gewendet wird. Quittenbrot (Quittenkäse) ist heutzutage  im deutschsprachigen Raum im Handel fast nicht mehr erhältlich, in spanisch- und portugiesischsprachigen Ländern ist es als „Dulce de membrillo“ eine verbreitete traditionelle Weihnachts- oder Wintersüßigkeit.
Das fruchtig-herbe Aroma der Quitte kann im süßlichen Bereich ideal mit Zimt, Ingwer, Orangenschale, Rosinen, Mandeln und Vanille kombiniert werden. Auch mit Muskat, Szechuan-Pfeffer, Koriander oder Kardamom harmoniert die Frucht.

### Verwendung als Heilpflanze
Als Heildroge dienen die reifen Quittensamen. Sie enthalten als Wirkstoffe etwa 20 % Schleimstoffe (überwiegend Pentosane), bis 1,5 % Amygdalin und fettes Öl.
Anwendung:
Quittensamen werden (unzerkleinert, da sonst Blausäure aus Amygdalin frei wird) in der Volksheilkunde noch gelegentlich zur Bereitung eines Schleimes verwendet, der als Hustenreiz linderndes und mild abführendes Mittel gilt.
Äußerlich kommt er in Salben oder Cremes unter anderem bei rissiger Haut, aufgesprungenen Lippen, wunden Brustwarzen, Verbrennungen, Wundliegen oder Hämorrhoiden zum Einsatz, auch als fettfreie, reizlose Salbengrundlage in der Kosmetik.
Der Saft der ganzen Früchte, der neben Schleim auch reichlich Gerbstoffe enthält, kann bei leichten Entzündungen im Mund- und Rachenraum sowie bei Darmstörungen nützlich sein. Bereits in der Antike (so durch den Arzt Anthimus) wurden Quitten gegen schwere Durchfallerkrankungen empfohlen.

### Verwendung als Duftspender
Reife Quitten kann man als Duftspender einsetzen, die ein angenehmes Aroma verströmen. Früher wurden Quitten als natürliches Duftmittel zur frischen Wäsche gelegt.

## Quittensorten
Die Gesamtzahl an Quittensorten wird auf 700 geschätzt. Dabei sind die meisten Sorten Zufallssämlinge, d. h. sie sind ohne gezielte Kreuzung (Züchtung) entstanden.

## Symbolik, Mythologie, Kunst

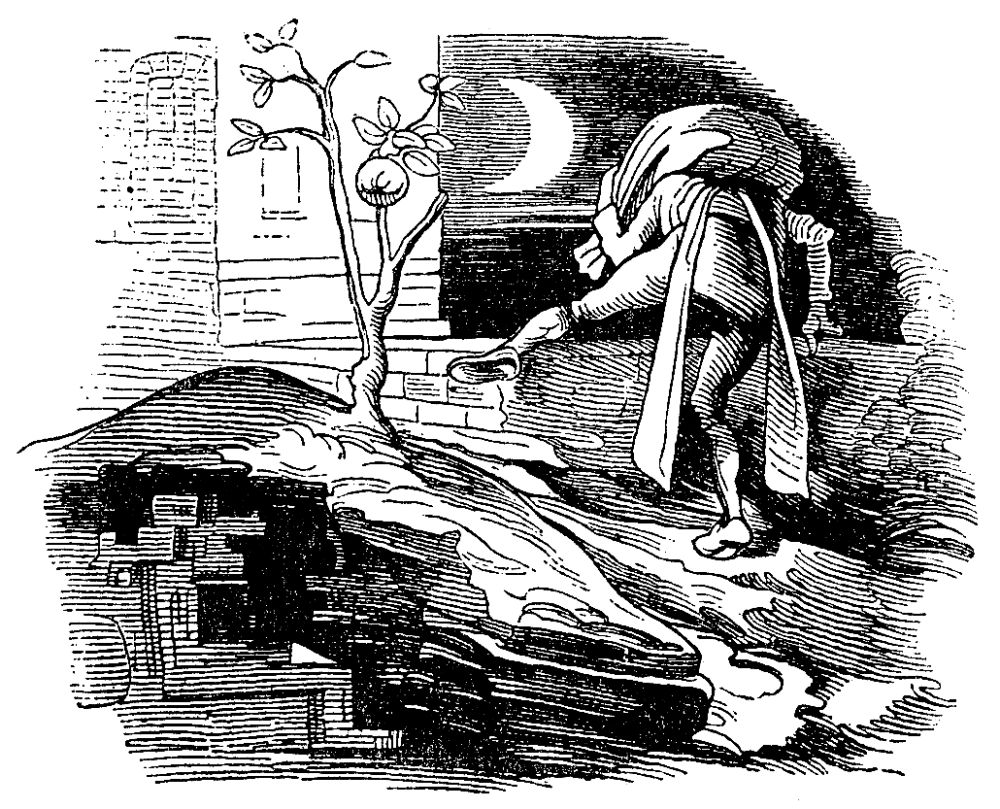
Das Quarz sitzt tief im Berges-Schacht,
Die Quitte stiehlt man bei der Nacht. (Wilhelm Busch, in: Naturgeschichtliches Alphabet).

- Seit jeher gelten die Quitten als Symbol für Liebe, Fruchtbarkeit,[21] Glück, Klugheit, Schönheit, Beständigkeit und Unvergänglichkeit.
- Max Goldt beschäftigt sich in seinem Buch Quitten für die Menschen zwischen Emden und Zittau mit dem von ihm kreierten raren Genre des Quittenwitzes.
- Jan Wagner schrieb ein Gedicht mit dem Titel hölderlins quitte.[22]

## Abgrenzung
Die ebenfalls essbare Zierquitte (Chaenomeles) hat nur den Namensteil mit der Quitte gemeinsam, ist jedoch eine eigene Pflanzengattung innerhalb der Familie der Rosengewächse (Rosaceae) und wird als Zierpflanze in Parks und Gärten verwendet.

## Sonstiges
Im unterfränkischen Astheim führt ein von der Firma Mustea betriebener Quittenlehrpfad durch teilweise 100 Jahre alte Anbauflächen. Eine kooperierende Baumschule besitzt mit über 100 Sorten die wahrscheinlich größte Sammlung an Quittensorten in Deutschland. Seit 2021 wird außerdem die Kulturgeschichte der Quitte im fränkischen Weinland im Haus der Quitte in Volkach präsentiert.

## Geschichte

### Historische Abbildungen

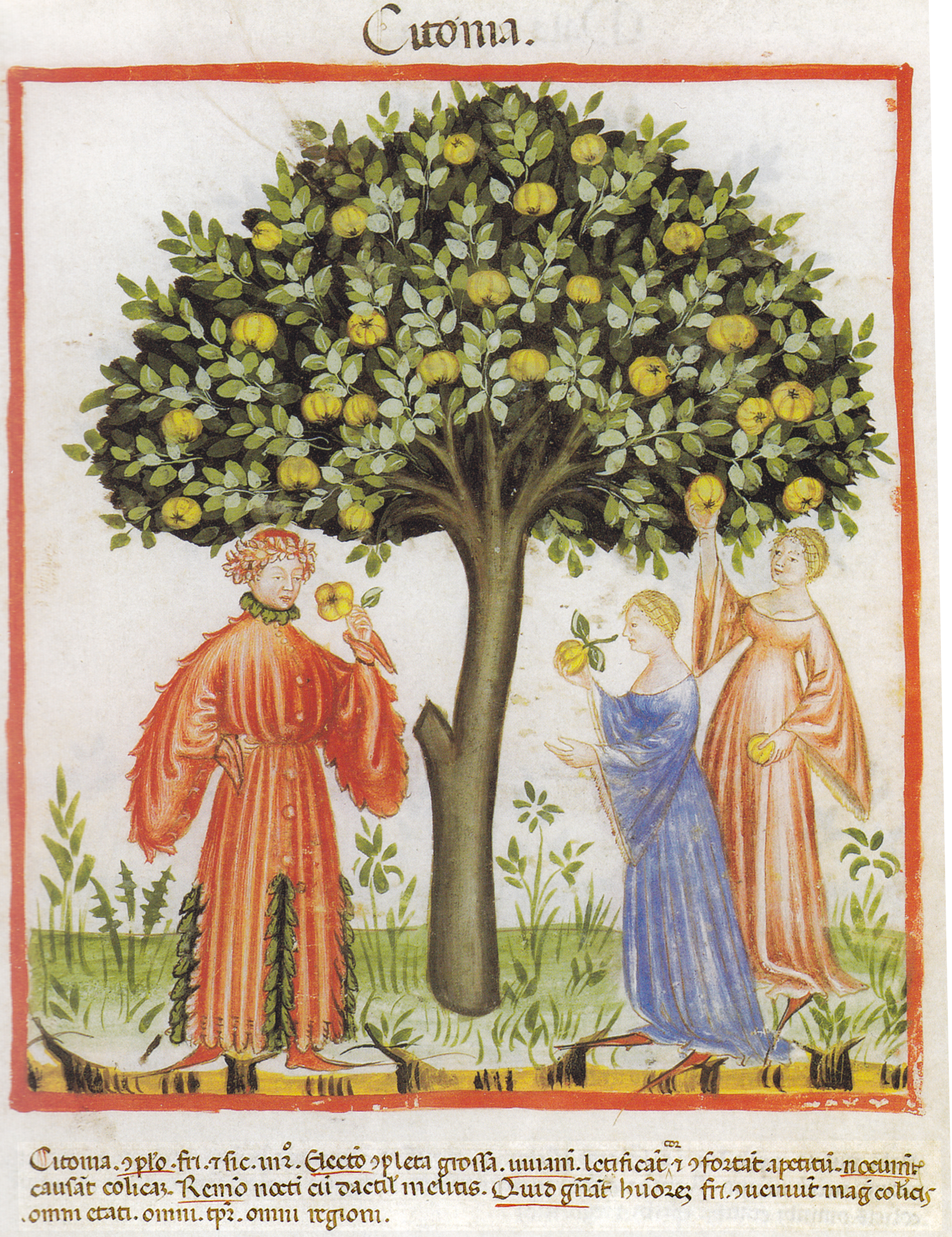
Tacuinum sanitatis (Ibn Butlan) 14. Jh.
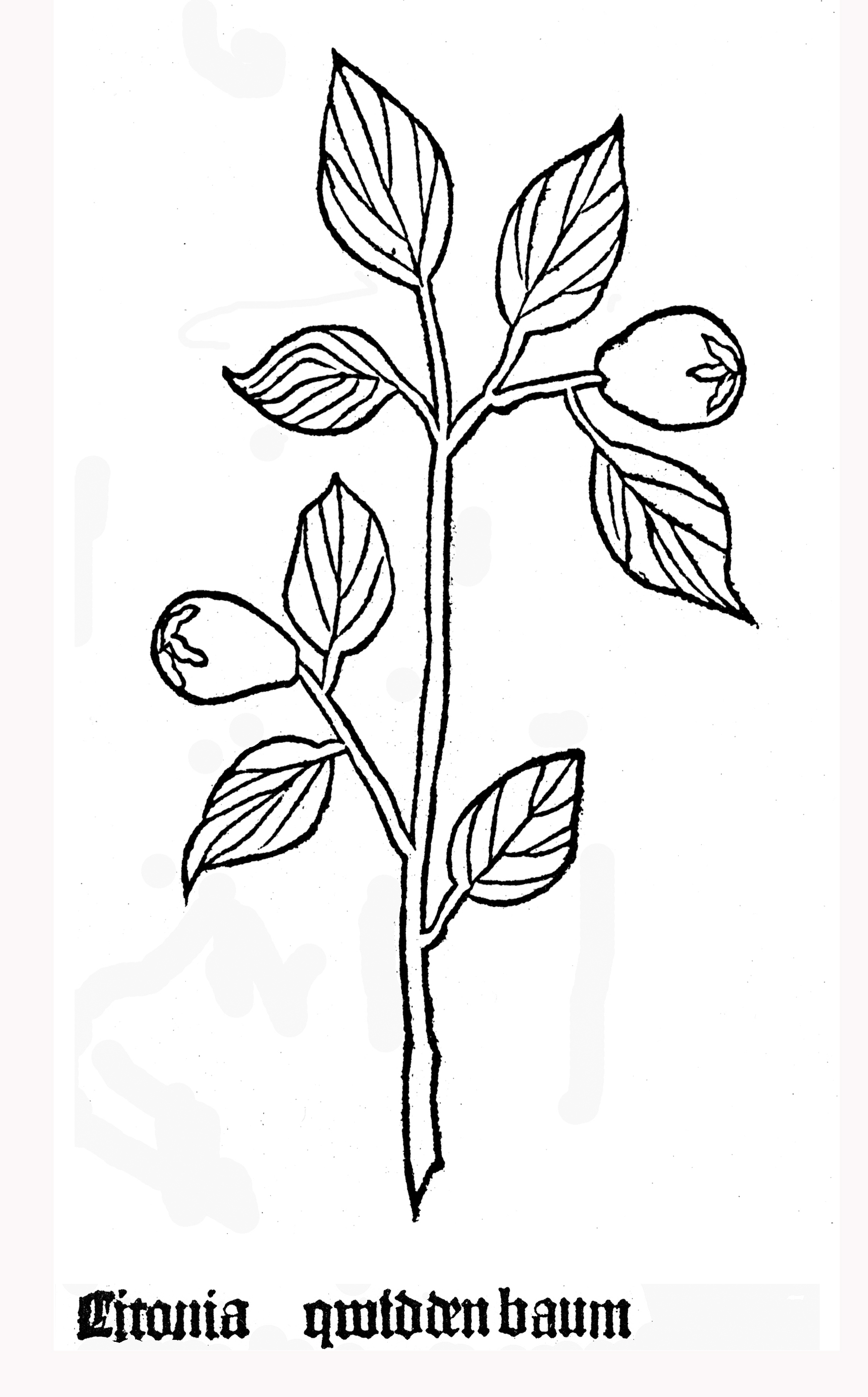
Gart der Gesundheit 1485
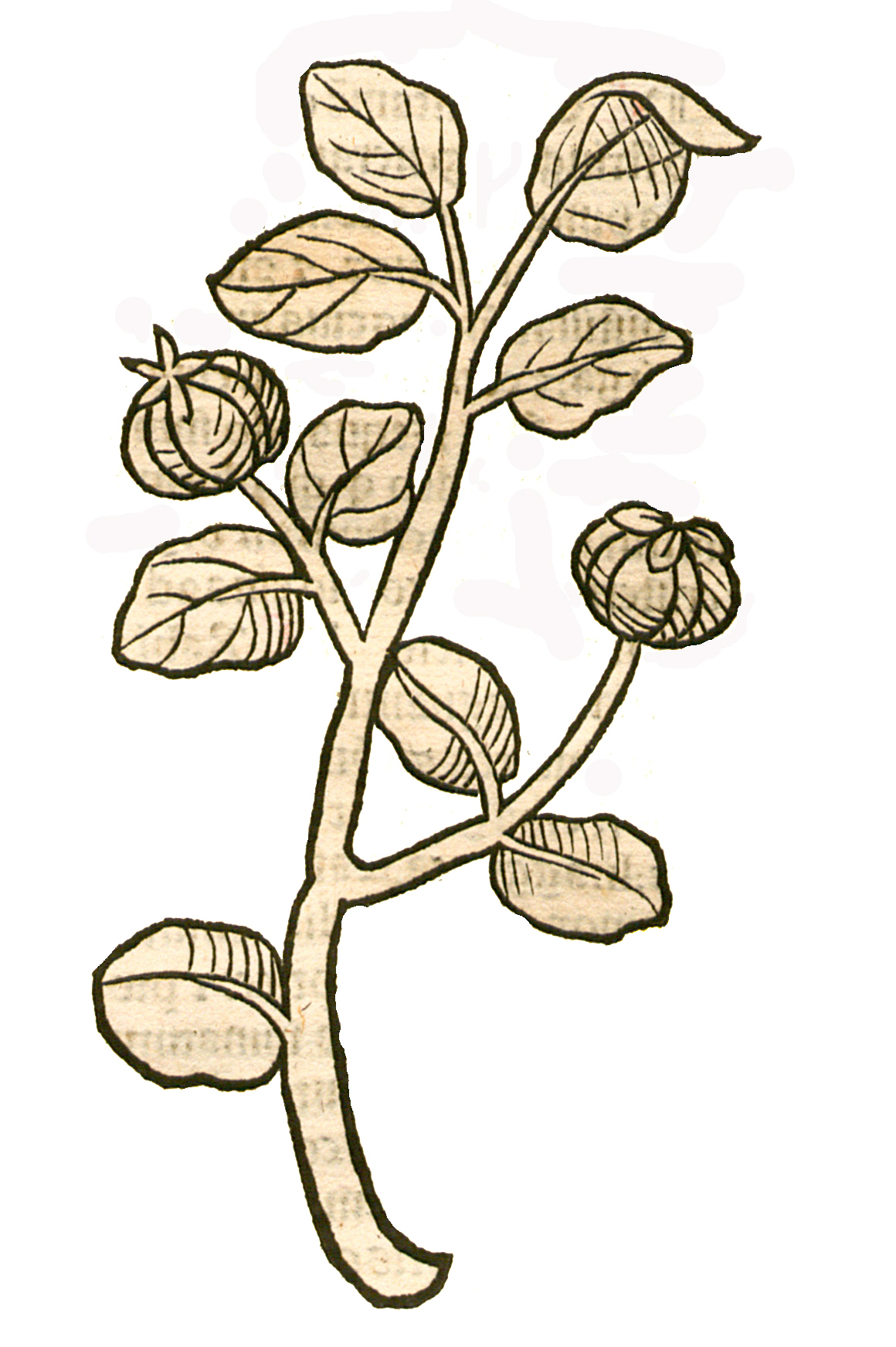
Hortus sanitatis 1491

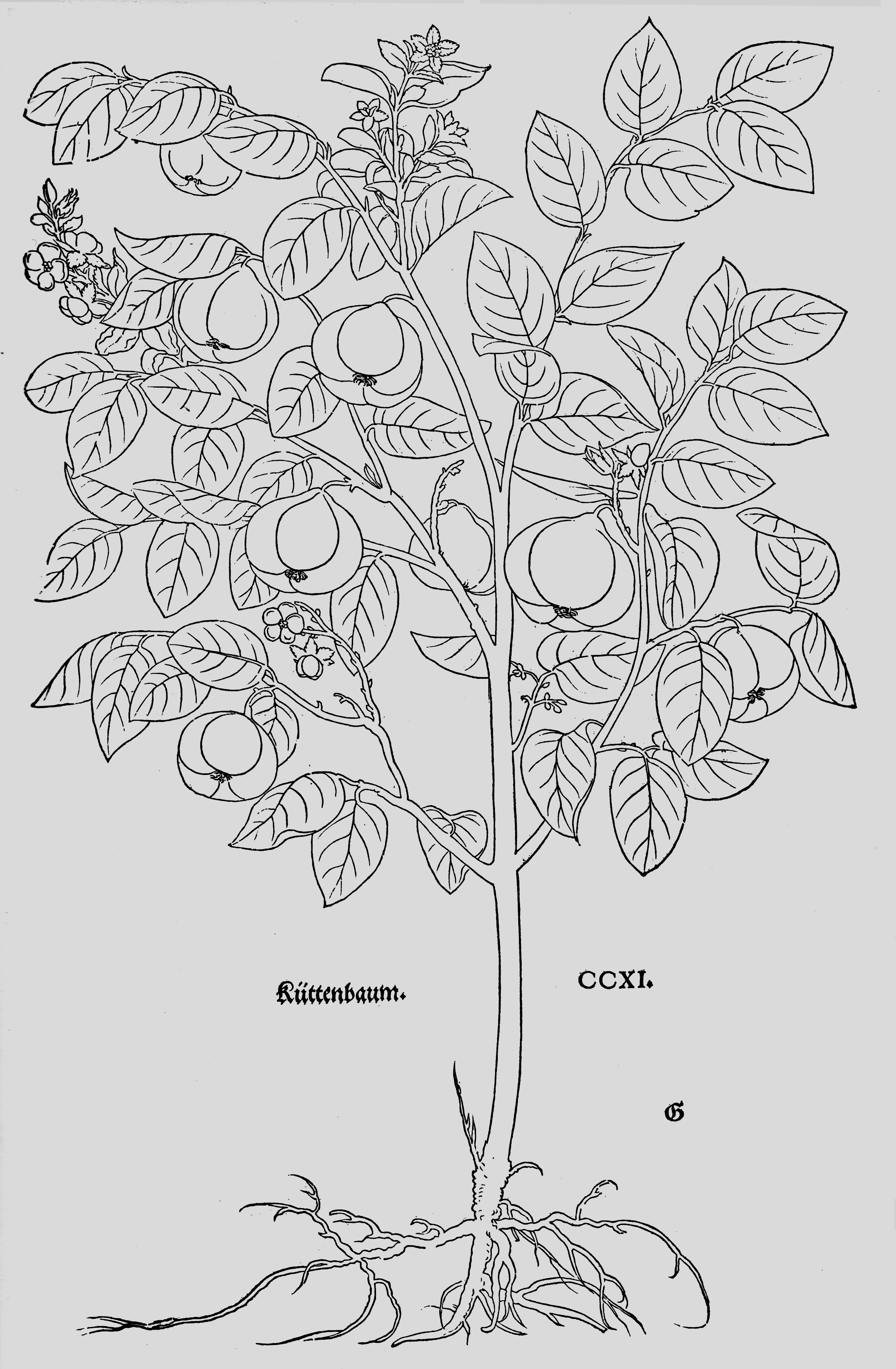
Leonhart Fuchs 1543
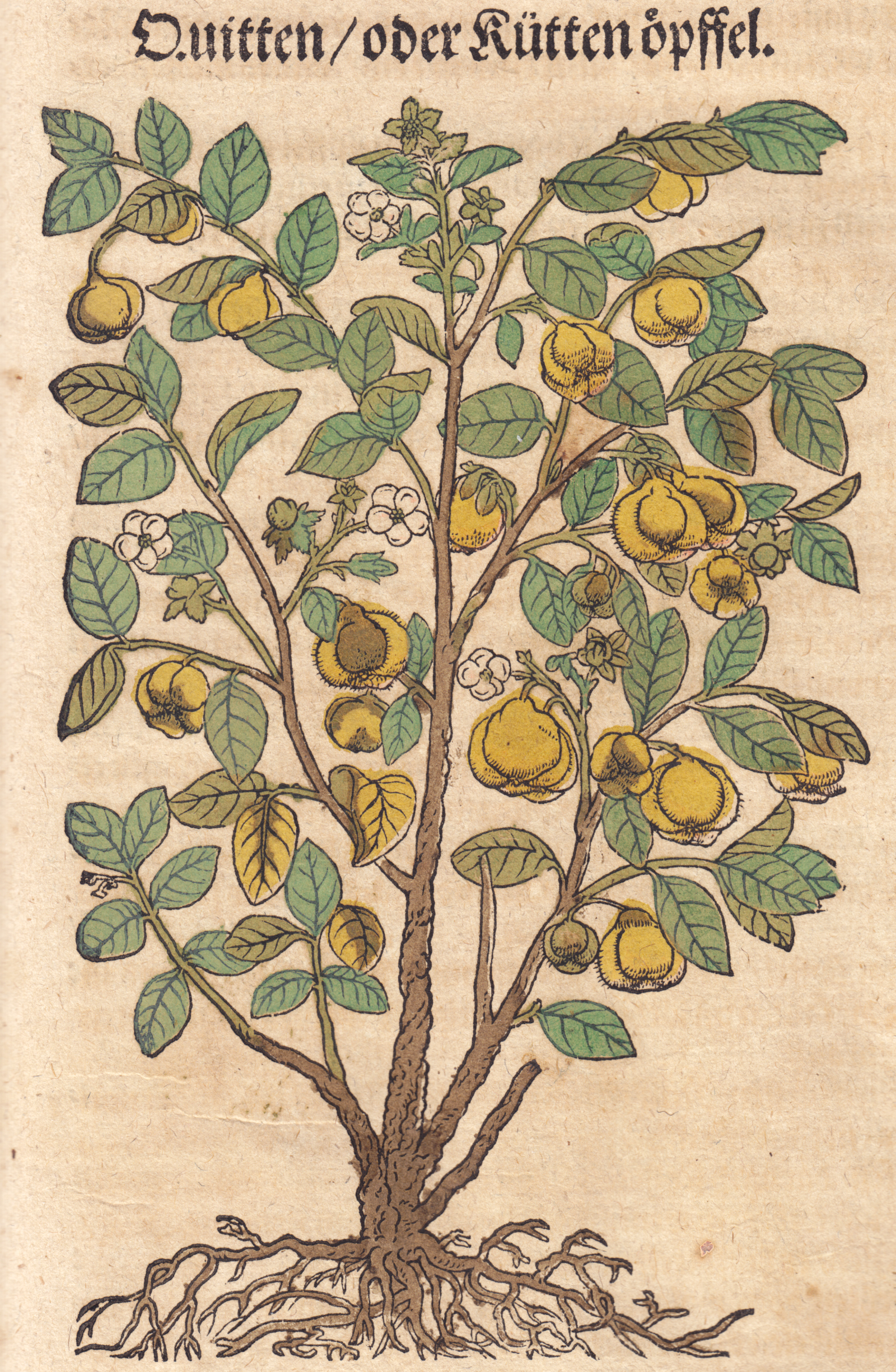
Hieronymus Bock 1546
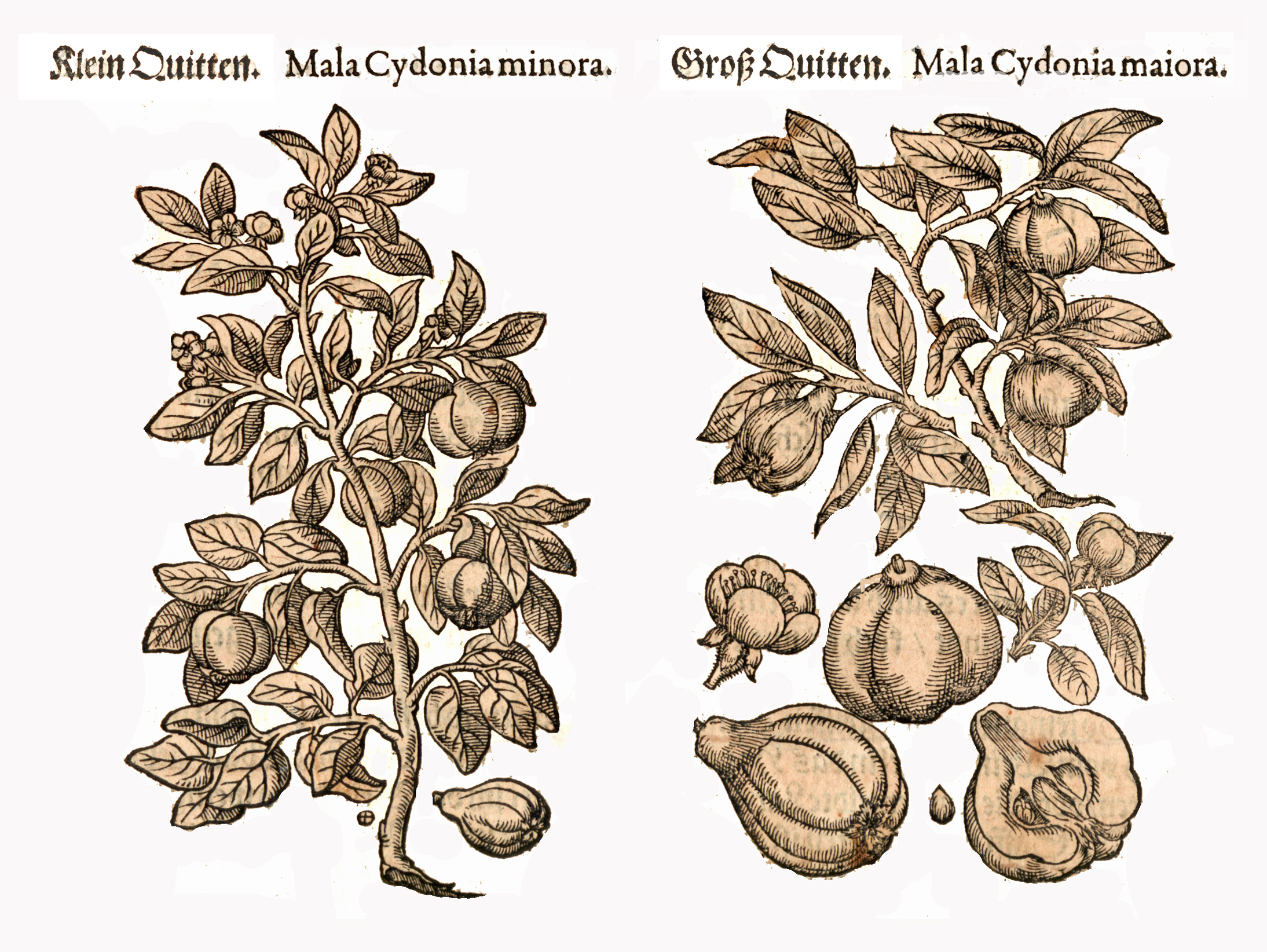
Mattioli / Handsch / Camerarius 1586